# Коту-де-Ештевеш
Коту-де-Ештевеш (порт. Couto de Esteves; МФА: [ˈko.tu dɨ ʃ.ˈte.vɨʃ]) — парафія в Португалії, у муніципалітеті Север-ду-Вога. Розташована в західній частині країни, на теренах історичної португальської провінції Бейра. Входить до складу округу Авейру. За адміністративним поділом, чинним до 1976 року, терени парафії були складовою провінції Берегова Бейра. Належить до Авейрівської діоцезії Католицької церкви. Патрон — святий Стефан. Площа — 16,4239 км². Населення — 890 ос. (2011). Слабо урбанізований регіон. Густота населення — 54,19 осіб/км²
. Код — 011702.

## Населення
| Кількість мешканців | Кількість мешканців | Кількість мешканців | Кількість мешканців | Кількість мешканців | Кількість мешканців | Кількість мешканців | Кількість мешканців | Кількість мешканців | Кількість мешканців | Кількість мешканців | Кількість мешканців | Кількість мешканців | Кількість мешканців | Кількість мешканців |
| ------------------- | ------------------- | ------------------- | ------------------- | ------------------- | ------------------- | ------------------- | ------------------- | ------------------- | ------------------- | ------------------- | ------------------- | ------------------- | ------------------- | ------------------- |
| 1864                | 1878                | 1890                | 1900                | 1911                | 1920                | 1930                | 1940                | 1950                | 1960                | 1970                | 1981                | 1991                | 2001                | 2011                |
| 1.144               | 1.168               | 1.115               | 1.082               | 1.177               | 1.223               | 1.362               | 1.393               | 1.363               | 1.424               | 1.366               | 1.362               | 1.299               | 1.055               | 890                 |